# Bogucice (województwo małopolskie)
Bogucice – wieś w Polsce, położona w województwie małopolskim, w powiecie bocheńskim, w gminie Bochnia.
Znajduje się na równinie Podgórza Bocheńskiego, między rzekami Raba i Gróbka, około 11 km na północny wschód od Bochni.
W latach 1934–1954 i 1973–1976 miejscowość była siedzibą gminy Bogucice. W latach 1975–1998 miejscowość administracyjnie należała do województwa tarnowskiego.
W 1490 roku w pow. krakowskim, w 1581 w pow. Szczyrzyckim parafii Mikluszowice.

## Integralne części wsi
| SIMC    | Nazwa          | Rodzaj                          |
| ------- | -------------- | ------------------------------- |
| 0811840 | Banie          | część wsi                       |
| 0999943 | Kopalina       | przysiółek                      |
| 0811856 | Machnowiec     | część wsi (zniesiona w 2023 r.) |
| 0811862 | Niemiecka Wieś | część wsi                       |
| 0811879 | Podolszynie    | część wsi                       |
| 0811885 | Przedewsie     | część wsi                       |
| 1000150 | Zaolszynie     | przysiółek                      |

## Historia
3 maja 1285 roku miała tutaj miejsce bitwa, w której książę Leszek Czarny, przy pomocy Węgrów, pokonał księcia Konrada II czerskiego wspierającego bunt rycerstwa małopolskiego.
W 1595 roku wieś położona w powiecie szczyrzyckim województwa krakowskiego była własnością kasztelana małogoskiego Sebastiana Lubomirskiego.

## Zabytki
Obiekty wpisane do rejestru zabytków nieruchomych województwa małopolskiego.
- Cmentarz wojenny nr 317.